# Чиплак баир
Чиплак баир или Чиплакбаир (на гръцки: Χάρακας) е граничен връх между Гърция и България, най-високият връх на Бесленския рид, част от Боздаг (Фалакро). На върха е гранична пирамида № 152. Върхът е висок 1090 m.
Изкачването на върха, може да стане от село Беслен (на българска територия) за 2 часа по планински черен път тръгващ на юг, и от Белотинци (на гръцка територия) също за 2 часа по черен път, водещ на североизток.

## Имена
Според Йордан Иванов името Чиплак баир произхожда от турското çıplak, оголен. Гръцкото име Харакас е по новото име на бившето село Гущерак, разположено в западното му подножие.